# Иянага, Сёкити
Сёкити Иянага (яп. 彌永 昌吉 Иянага Сё:кити, 2 апреля 1906 — 1 июня 2006) — японский математик.

## Ранние годы
В 1926—1929 годах обучался в Токийском университете, посещал несколько курсов Тэйдзи Такаги. В эти годы две написанные им статьи были опубликованы в Japanese Journal of Mathematics и Proceedings of the Imperial Academy of Tokyo В 1931 году под руководством Тэйдзи Такаги защитил диссертацию на степень Ph.D.. В этом же году он получил стипендию от французского правительства и провёл несколько лет в Германии и Франции, пообщавшись с лучшими математиками того времени — Эмилем Артином, Клодом Шевалле, Анри Картаном и другими.

## Карьера
В 1934 году Иянага вернулся в Японию и был назначен ассистентом профессора Токийского университета. С 1935 по 1939 год он не публиковал никаких статей: как он пишет, это произошло из-за преподавательской деятельности, которая не была ему привычна. В 1939 году ему удалось решить задачу, поставленную Артином, которая являлась обобщением теоремы о главных идеалах. После этого он опубликовал множество статей по различным областям математики, особенно по алгебраической топологии, функциональному анализу и геометрии, курсы по которым он вёл в университете. В 1942 году получил должность профессора.
С 1952 по 1955 год был членом Исполнительного комитета Международного математического союза. В 1955 году он был главным организатором Международного симпозиума по алгебраической теории чисел, во время работы которого появилась гипотеза Таниямы — Симуры. С 1957 по 1978 год Иянага был президентом Международной комиссии по математическому образованию. В 1965 году он был назначен деканом факультета наук Токийского университета. В 1967 году ушёл в отставку и провёл год в университете Нанси. С 1967 по 1977 год работал профессором университета Гакусюин.
В 1978 году Иянага был избран членом Японской академии, в 1980-м — награждён Орденом Почётного легиона. В 1994 году был опубликован сборник его работ по математике.
Иянага был главным редактором множества учебников по математике на японском языке, а также редактором  Энциклопедического математического словаря, позднее переведённого на английский. Последней его статьёй была Travaux de Claude Chevalley sur la theorie du corps de classes: Introduction, опубликованная Японским математическим обществом в 2006 году.